# 1984 en chimie
Cet article présente les faits marquants de l'année 1984 en chimie.

## Évènements
- 16ème Olympiades Internationales de Chimie, organisées à Francfort-sur-le-Main en Allemagne de l'Est du 1er juillet au 10 juillet[1].
- 14 mars : Peter Armbruster et Gottfried Münzenberg (en) synthétisent pour la première fois le Hassium (Hs), élément chimique de numéro atomique 108 au Centre de recherche sur les ions lourds (GSI) à Darmstadt, en Allemagne[2].

## Prix
- Prix Nobel de chimie : Robert Bruce Merrifield pour son développement de la méthodologie de la synthèse chimique sur matrice solide[3].
- Prix Wolf de chimie :
  - Rudolph Marcus « pour ses contributions à la cinétique chimique, et spécialement les théories de réactions unimoléculaires et les réactions par transfert d'électrons »[4].
  - Herbert S. Gutowsky « pour ses travaux de pionnier dans le développement et les applications de la spectroscopie de résonance magnétique nucléaire en chimie »[4].
  - Harden McConnell « pour ses études de la structure électronique des molécules par la spectroscopie de résonance magnétique nucléaire et pour l'introduction et les applications biologiques des techniques de spin-label »[4].
  - John S. Waugh « pour ses contributions théorique et expérimentale fondamentale à la haute résolution de la spectroscopie de résonance magnétique dans les solides »[4].
- Prix Procter & Gamble : Brian E. Conway[5]
- Prix Anselme-Payen : Jett Arthur[6]
- Médaille Garvan-Olin : Martha L. Ludwig[7]
- Prix Ernest-Guenther : Jerrold Meinwald[8]
- ACS Award in Pure Chemistry : Eric Oldfield[9]
- Prix Arthur C. Cope : Albert Eschenmoser[10]
- Prix Irving-Langmuir : Robert W. Zwanzig[11]
- Médaille Priestley : Linus Pauling[12],[13],[14]
- Médaille Leverhulme : John Frank Davidson[15]
- Médaille Davy : Sam Edwards en reconnaissance de ses contributions remarquables à la base théorique des aspects thermodynamiques de la chimie des polymères[16],[17].

- Grand prix Pierre-Süe : Marius Chemla[18]
- Grand prix Achille-Le-Bel : Gérard Bricogne[19]
- Claude S. Hudson Award in Carbohydrate Chemistry : Laurens Anderson[20]
- Médaille William-H.-Nichols : Fred W. McLafferty[21]

## Décès
- 8 janvier[22] : Raymond Cornubert (né en 1889), chimiste français.
- 13 mars : François Le Lionnais (né en 1901), ingénieur chimiste et mathématicien français.
- 18 mars : Maurice Daumas (né en 1910), chimiste et historien français.
- 4 mai : Irwin Stone (né en 1907), biochimiste, ingénieur chimiste américain.
- 11 juin: Pierre Barchewitz (né en 1910), physicien français[23] spécialiste de chimie physique qui a enseigné à l'université d'Orsay
- 20 octobre : Carl Ferdinand Cori (né en 1896), biochimiste américain.